# Camponotus germaini
Camponotus germaini é uma espécie de inseto do gênero Camponotus, pertencente à família Formicidae.